# Tanaocerus
Tanaocerus es un género de saltamontes perteneciente a la familia Tanaoceridae.

## Especies
Este género contiene solo dos especies:
- Tanaocerus koebelei Bruner, 1906
- Tanaocerus rugosus Hebard, 1931

## Lectura adicional
- Capinera, J. L; Scott, R. D.; Walker, T. J. (2004). Field Guide to Grasshoppers, Katydids, and Crickets of the United States. Cornell University Press. ISBN 978-0-8014-8948-8.

- Datos: Q10690546